# Tajvan az 1994. évi téli olimpiai játékokon
Tajvan a norvégiai Lillehammerben megrendezett 1994. évi téli olimpiai játékok egyik részt vevő nemzete volt. Az országot az olimpián 1 sportágban 2 sportoló képviselte, akik érmet nem szereztek.

## Bob
| Versenyző                     | Versenyszám | 1. futam | 1. futam | 2. futam | 2. futam | 3. futam | 3. futam | 4. futam | 4. futam | Összesítés | Összesítés |
| Versenyző                     | Versenyszám | Idő      | Hely.    | Idő      | Hely.    | Idő      | Hely.    | Idő      | Hely.    | Idő        | Helyezés   |
| ----------------------------- | ----------- | -------- | -------- | -------- | -------- | -------- | -------- | -------- | -------- | ---------- | ---------- |
| Sun Kuang-Ming Chang Min-Jung | Kettes      | 54,48    | 33.      | 54,63    | 32.      | 55,24    | 39.*     | 55,09    | 36.      | 3:39,44    | 35.        |

* - egy másik csapattal azonos eredményt ért el